# 警視庁女性捜査班
『警視庁女性捜査班』（けいしちょうおんなそうさかん）は、1999年から2003年までテレビ朝日系『土曜ワイド劇場』で放送された刑事ドラマシリーズ。「女性捜査班」が全国的に知られておらず、また他の人気シリーズに比べて知名度が低いために第4作で打ち切りになった。制作はテレビ朝日と国際放映。主演は萬田久子。
2006年から2007年まで、主演以外のキャスト一新と設定変更により『新・警視庁女性捜査班』として放送されたが、こちらも旧作同様に知名度が低かったために第2作で打ち切りになった。

## 警視庁女性捜査班

### キャスト

#### 警視庁女性捜査班
レイプやストーカーなど女性が被害にあう犯罪を主に捜査する部署
坂本絵里子
演 - 萬田久子
班長。階級は警部補。部下からは「チーフ」と呼ばれる。菱沼と離婚して10年（第1作）。
山口三佳
演 - 白島靖代（第1作 - 第3作）
28歳。同僚からは「山口」と呼ばれる事が多い。伊豆の土肥第二中学から中学3年の時に東京へ転校している（第3作）。自ら強く生きようとし、女を裏切る女は許せないと思う性格。
松原登茂美
演 - 木野花
母親と刑事を両立しているのは班では絵里子と彼女だけのため、互いに理解する仲である。最近、登校拒否の息子との関係がぎくしゃくしている。
浜中久美
演 - 及川麻衣（第1作・第2作）
音楽に詳しい。
都築典子
演 - 戸川京子（第3作・第4作）
同僚からは「テンコ」と呼ばれている。
中里仁美
演 - 伊藤裕子（第4作）
刑事課から異動してきた。高校時代に仲の良かった友人がレイプされた事が原因で自殺をしてしまった事から、被害者の気持ちを理解しようと努力している。
西沢加奈子
演 - 三田あいり（第4作）
少年課から異動してきた。中里とコンビを組む。
井沢節子
演 - 雪絵ゆき

#### その他
菱沼孝信
演 - 京本政樹
警視庁捜査一課の刑事。階級は警部。絵里子の元夫。
坂本麻美
演 - 古澤瞳（第1作）、中山旦子（第2作）、池田愛（第3作・第4作）
絵里子の娘。中学生。
坂本公子
演 - 南田洋子
絵里子の実母。元中学校教師。時には娘にアドバイスをする事も。

#### ゲスト
第1作「金曜日の暴行魔 狙われた一人暮らし 7人の被害者に接点?犯人を告げる謎の無言電話」（1999年）
- 中西香苗（岡野の同棲相手） - 濱田万葉
- 岡野淳 - 佐藤アツヒロ
- 刑事 - 森下哲夫
- 岡田靖（容疑者） - 津村和幸
- 小野良行（リサイクルショップ経営者） - 若松俊秀
- 川口潔 - 渡邊衛
- 服部沙希（服部の娘） - 服田美鈴
- 服部誠一郎（服部総合病院 院長） - 潮哲也
- 西沢章子（医師・絵里子の大学時代の友人） - 石井苗子
- 小板橋愛美、花上晃、青木卓司、加藤賢崇、田中智也、川勝あか梨、池中深、菅沼美恵子、五十嵐正敏、内田陽子、平野克彦、萩原ゆみこ、中川智生、長岡忍、児玉頼信、後藤康夫、菅野達也、川島あずさ、鈴木友加、斎藤奈美、鮎川のぞみ

第2作「大豪邸に潜む暴行魔? 被害者5人の接点は謎の伝言ダイヤル…盗撮ビデオに凶行現場が」（2000年）
- 酒井梨恵（暴行事件の被害者） - 大河内奈々子
- 小笠原佑介（那美子の息子） - 小沢和義
- 刑事 - 青木卓司
- 氏家淳一（盗撮犯） - 本村健太郎
- 輪島塗店の従業員 - 野口雅弘
- 小笠原那美子（漆芸家） - 工藤明子
- ミナミ（弁護士） - 田中隆三
- 検視官 - 岡崎宏
- 中田浩美（暴行事件の被害者） - 川島あずさ
- 高原明日香（那美子の内弟子） - 及森玲子
- 酒井美代子（忠史の後妻） - 木村理恵
- 酒井忠史（梨恵の父） - 中原丈雄
- 小板橋愛美、野上正義、南早希、長谷妙子、石原直哉、清水進一、紀ノ国悦子、内田陽子、斉藤奈美、常磐美穂、平野栄子、鈴木夏江、万母一平

第3作「ダブルストーカー殺人 不特定多数に狙われた保母と看護婦…子犬が暴いた真犯人!」（2001年）
- 今村大介（三佳の中学時代の同級生） - 河相我聞
- 井筒香奈 - 丸久美子
- 高橋好恵（看護婦） - 三浦綺音
- 飯島 - 濱近高徳
- 野口勝 - 菊地康二
- 堀井（元患者） - グレート義太夫
- 大沢稔（医師） - 高知東生
- 河合ふゆみ、川俣しのぶ

第4作「同居人は夫殺しの女! 平和な家庭が壊される…連続レイプ殺人の裏側に、復讐を誓う女の罠!」（2003年）
- 君塚須美子（サウナ従業員・以前 絵里子に夫殺しで逮捕された前科者） - 杉田かおる
- 牧村庸介（レイプ犯） - 西川弘志
- 山浦誠（スナック店主・怜子の知り合い） - 井田國彦
- 刑事 - 菅野達也
- サウナ店マネージャー - 竜川剛
- 村木（週刊誌の記者） - 平塚奈々
- 須美子の父 - 谷津勲
- 山浦のスナック店の隣人 - 杉村暁
- ミユキ（須美子の娘） - 楠本莉紗
- 谷口怜子（会社社長） - 鮎ゆうき
- 直井葉子（インテリアデザイナー） - 小林恵
- 田中敬子、大塚良子、東智隆、栗原雅浩、合田昌未、佐藤康、佐藤秀一郎、山根祐夫、池田裕子、円堂耕成、若林加奈子、聖美帆、工藤さき、貝塚南緒

### スタッフ
- 脚本 - 岡崎由紀子（第1作・第2作）、今井詔二（第3作・第4作）
- 監督 - 杉村六郎、岡本弘、和泉聖治
- 撮影 - 藤田久美（第1作・第2作）、上林秀樹（第4作）
- 照明 - 大久保武志（第1作・第4作）、小川正治（第2作）
- 録音 - 畑幸太郎（第1作）、和久井良治（第2作）、北村達郎（第4作）
- VE - 石川友一（第1作）、阪上忠雄（第2作）、小田切徹（第4作）
- 編集 - 目崎和恵（第2作 - 第4作）
- スクリプター - 竹本貴久子（第1作）、内藤あい子（第2作）
- VTR編集 - 加藤武志（第1作・第2作）
- MA - 蛯原浩彦（第1作・第2作）
- 選曲 - 合田豊（第1作・第2作）
- 効果 - 橋本正二（第1作・第2作）
- 美術 - 小林和美（第1作）、藤田博史（第2作）
- 装飾 - 佐藤廊亮（第1作）、沖村国男（第2作）
- 小道具 - 志鷹理恵（第2作）
- 衣裳 - 松山さと子（第1作）、野澤かほり（第2作）
- ヘアメイク - 福島久美子（第1作・第2作）、宮澤香（第1作）、立沢恵子（第2作）
- スタイリスト - 鈴木智子（第1作・第2作）
- スチール - 副田宏明（第1作・第2作）
- 殺陣 - 深作覚（第1作）、宇仁貫三（第2作）
- 地方ロケコーディネート - 玉置昭美（第2作）
- 車両コーディネート - 青木久治（第1作・第2作）
- 車輌協力 - 三菱自動車（第1作・第2作）
- 協力 - 高津装飾美術（第1作・第2作）、しみず工房（第1作・第2作）、東宝コスチューム（第1作・第2作）、アーツ（第1作・第2作）、マエダオート（第1作・第2作）、あとりえ117（第1作・第2作）、共同テレビビデオ編集部（第1作・第2作）、オーエイギャザリング（第1作・第2作）
- 撮影協力
  - 第2作 - 蒲郡観光汽船、モモ・インターナショナル、津田沼中央総合病院
- 監督補 - 久保田延廣（第2作）
- 助監督 - 久保田延廣（第1作）
- 演技事務 - 野本正晴（第1作）
- プロデューサー
  - テレビ朝日 - 高橋正樹（第1作・第2作・第4作）、三輪祐見子（第1作・第2作・第4作）
  - 国際放映 - 浦井孝行（第1作・第2作・第4作）、西島孝恒（第1作・第2作・第4作）
- 制作 - テレビ朝日、国際放映

### 放送日程
| 話数 | 放送日         | サブタイトル                                                                       | 脚本       | 監督     | 視聴率 |
| ---- | -------------- | ---------------------------------------------------------------------------------- | ---------- | -------- | ------ |
| 1    | 1999年01月30日 | 金曜日の暴行魔 狙われた一人暮らし 7人の被害者に接点?犯人を告げる謎の無言電話       | 岡崎由紀子 | 杉村六郎 | 17.7%  |
| 2    | 2000年11月11日 | 大豪邸に潜む暴行魔? 被害者5人の接点は謎の伝言ダイヤル…盗撮ビデオに凶行現場が       | 岡崎由紀子 | 杉村六郎 | 15.1%  |
| 3    | 2001年10月27日 | ダブルストーカー殺人 不特定多数に狙われた保母と看護婦…子犬が暴いた真犯人!          | 今井詔二   | 岡本弘   | 14.4%  |
| 4    | 2003年10月25日 | 同居人は夫殺しの女! 平和な家庭が壊される…連続レイプ殺人の裏側に、復讐を誓う女の罠! | 今井詔二   | 和泉聖治 | 15.8%  |

- 視聴率はビデオリサーチ調べ、関東地区・世帯

## 新・警視庁女性捜査班

### キャスト（新）

#### 警視庁捜査一課第4班
平山優美
演 - 萬田久子
班のチーフを務める。階級は警部（第1作） → 警部補（第2作）。以前は杉並署に在籍していた。捜査に感情移入してしまう事を同僚に指摘されてしまう事もあるが捜査過程では冷静である。学歴は大卒。北品川に住む。
原奈津子
演 - 高橋ひとみ
階級は警部補。愛称は「お奈津、お奈津さん」。独身。学歴は高卒。同世代の優美に対して警察官としての年数が長いためかタメ口になってしまう事も。基本的にタバコは禁煙なのだがやりきれない事があると喫煙してしまう。
水谷涼子
演 - 三浦理恵子
第1作当時は新婚であった。夫は当初、彼女の仕事に理解を示していたのだが徐々に薄れていっている。少年課時代に事件で出会った未成年が他人でないように見え、めそめそしたという苦労の経験を持つ。
役名は、第1作は「水谷」、第2作は「水沢」になっている。
黒塚しのぶ
演 - 西尾まり（第1作）
独身。優美に憧れ女性捜査班（小津班）を志願した。
西崎純子
演 - 真白由春（第1作）
事務員。独身。
東出瞳
演 - 井上朋子（第1作）
事務員。独身。
松本桃
演 - 大和田美帆（第2作）
独身。
胡見沢早苗
演 - 大島蓉子（第2作）
鑑識出身で手かがりになりそうな物は一部でも保存を徹底している。家族は認知症の姑を抱えている。メガネをかけている。
黒塚かおり
演 - 奏谷ひろみ（第2作）
同僚からは「かおり」と呼ばれている。優美を尊敬している。
小津泰子
演 - 市毛良枝
班長。階級は警視。彼女の名を取り、通称「小津班」である。既婚。冷静な一方で奈津子にお見合いを薦めていたりもする。「犯罪者の逮捕が一日でも遅れると犯罪者への素敵なプレゼントとなる」が信念。

#### その他（新）
平山周一
演 - 肥後克広
優美の夫。北品川に「平山理髪店」を営む。夫婦仲は良好で多忙の優美を支え家事をこなす。優美が非番の時には二人の時間を大事にしたいと思っている。
平山健一
演 - 西野育哉（第1作）、守田聖正（第2作）
優美の息子。10年前、4歳のとき突然発病（骨髄性の病気）し、2年の闘病の末6歳で死亡。

#### ゲスト（新）
第1作「私の夫が人を殺した…人生相談で殺された女」（2006年）
- 大船弘介（ワイン輸入業者・厚子の夫） - 木下ほうか
- 川端邦彦（元理化教師） - 貴山侑哉
- 大船厚子（新聞記者） - 伊藤留奈
- 島沙織（ホステス） - 瑠川あつこ
- 的場（警視庁捜査一課別班 刑事・第4班を敵対視する） - 松井範雄
- 三雲（警視庁捜査一課別班 刑事・的場とコンビを組む） - 両國宏
- 山之井雄作（美里の夫でマネージャー） - 神保悟志
- 山之井美里（エッセイスト・優美の高校時代からの友人） - 一色彩子
- 久保新二、平久保雅史、もたい陽子、とういちろう、伊藤顕弘、田中寿龍、稲葉匡人、川岸加奈絵、和田有由、一之瀬介、智袈ノ太俊、竹内友佳子、井鍋信治

第2作「二人の母連続殺人!!味噌汁と携帯メールが暴く真犯人!その女に殺人歴あり!?」（2007年）
- 永井研一（美沙恵の息子） - 西興一朗（幼少期：根岸葵海）
- 山倉洋介（ナガイホームズ 専務） - 大出俊
- 永井富江（ナガイホームズ 創業者・研一の祖母） - 今井和子
- 三枝克乃（料理評論家） - 内田春菊
- 今里貢（老人ホーム建設反対派のリーダー） - 石井愃一
- 熊野祐一（克乃の担当編集者） - 中原裕也
- 吉沢真（弁護士） - 菊池隆則
- 理容室の客 - 斎藤清六
- 鑑識員 - 中村光里
- 映画館の清掃員 - 小柳友貴美
- 的場（介護士） - 藤田むつみ
- 理容室店員 - 会津孝太
- 正田クメ（映画館のもぎりのおばさん） - 山梨ハナ
- 老人ホーム建設反対派 - 松尾晶代
- 記者 - 中西台次
- 永井美沙恵（ナガイホームズ 社長） - 萩尾みどり
- 三枝茜（イラストレーター・克乃の別居中の娘） - 中山忍
- 岩倉沙織、稲葉大助、工藤めぐみ、吉永研太郎、田邊恵弥、日和佐裕子、根岸葵海

### スタッフ（新）
- 脚本 - 今井詔二
- 監督 - 猪原達三（第1作）、吉川一義（第2作）
- 撮影 - 東原三郎（第1作）
- 照明 - 大久保武志（第1作）
- 録音 - 遠藤和生（第1作）
- VE - 小森広美（第1作）
- 編集 - 高橋信之（第1作）
- スクリプター - 山下千鶴（第1作）
- VTR編集 - 久米智之（第1作）
- MA - 船田浩二（第1作）
- 選曲 - 佐古伸一（第1作）
- 効果 - 樋口謙（第1作）
- 美術 - 千野博（第1作）
- 装飾 - 平田貴幸（第1作）
- 持道具 - 尾関広臣（第1作）
- 衣裳 - 久保田かおる（第1作）
- ヘアメイク - 福島久美子（第1作）、立沢恵子（第1作）
- スチール - 副田宏明（第1作）
- 技術デスク - 友枝裕治（第1作）
- 車両コーディネート - 青木久治（第1作）、松本剛（第1作）
- 撮影協力
  - 第1作 - 杏林大学、東京通運、ふれあい横浜ホスピタル、池之端かめや
- プロデューサー
  - テレビ朝日 - 佐藤涼一（第1作）、三輪祐見子（第1作）
  - 国際放映 - 浦井孝行（第1作）、櫻井美恵子（第1作）

### 放送日程（新）
| 話数 | 放送日         | サブタイトル                                                          | 脚本     | 監督     | 視聴率 |
| ---- | -------------- | --------------------------------------------------------------------- | -------- | -------- | ------ |
| 1    | 2006年06月10日 | 私の夫が人を殺した…人生相談で殺された女                               | 今井詔二 | 猪原達三 | 16.0%  |
| 2    | 2007年11月03日 | 二人の母連続殺人!!味噌汁と携帯メールが暴く真犯人!その女に殺人暦あり!? | 今井詔二 | 吉川一義 | 13.8%  |

- 視聴率はビデオリサーチ調べ、関東地区・世帯